# منزل توكلي
منزل توكلي (بالفارسية: خانه توکلی) هو منزل تاريخي يعود إلى عصر القاجاريون، ويقع في مشهد.